# Pani Twardowska
Pani Twardowska – ballada Adama Mickiewicza pochodząca ze zbioru Ballady i romanse, wydanego w 1822 roku.

## Fabuła
Fabuła utworu oparta jest na motywie zaczerpniętym z polskiej legendy o Panu Twardowskim. Bohater przebywał w karczmie o nazwie „Rzym”, gdzie zebrani świetnie się bawili. Twardowski robił sztuczki, zamieniając żołnierza w zająca, adwokata w psa, z głowy szewca wytoczył alkohol. Nagle pojawił się Mefistofeles. Diabeł zażądał, by zgodnie z podpisanym przez Twardowskiego cyrografem ten oddał mu swoją duszę. Szlachcic przypomniał o obowiązku wykonania przez diabła trzech ostatnich poleceń. Ostatnie, trzecie życzenie przerosło Mefistofelesa, który zostawił Twardowskiego w spokoju i uciekł przez dziurkę od klucza.

## Odniesienia w kulturze
- W 1955 roku, w setną rocznicę śmierci Mickiewicza, w Studio Filmów Rysunkowych w Bielsku-Białej zrealizowano film animowany Pani Twardowska. Scenariusz filmu oparto na balladzie Mickiewicza. Film wyreżyserował Lechosław Marszałek, według scenopisu przygotowanego przez Jana Marcina Szancera, z muzyką Zbigniewa Turskiego[3].
- W 1973 roku polska telewizja publiczna nagrała monodram w wykonaniu Janusza Zakrzeńskiego oparty na Pani Twardowskiej Adama Mickiewicza. Monodram wyreżyserowała Joanna Wiśniewska[4].
- Odniesienia do Mickiewiczowskiej ballady znajdują się w piosence Nasza niebezpieczna miłość Michała Bajora, autorem tekstu jest Andrzej Ozga.